# 硬盘分区
硬碟分区是使用分割編輯器（partition editor）在磁盘上劃分幾個逻辑部分，碟片一旦劃分成數個分割（Partition），不同類的目錄與檔案可以儲存進不同的分割。越多分割，也就有更多不同的地方，可以將檔案的性質區分得更細，按照更為細分的性質，儲存在不同的地方以管理檔案；但太多分割就成了麻煩。空間管理、存取許可與目錄搜尋的方式，依屬於安裝在分割上的檔案系統。

## 目的
分区允许在一个磁盘上有多个文件系统。有许多理由需要这么做：
- 有利于管理，系统一般单独放一个区，这样由于系统区只放系统，其他区不会受到系统盘出现磁盘碎片的性能影响。
- 碍于技术限制（例如旧版的微软FAT文件系统不能访问超过一定的磁盘空间；旧的PC BIOS不允许从超过硬盘1024个柱面的位置启动操作系统）
- 如果一个分区出现逻辑损坏，仅损坏的分区而不是整个硬盘受影响。
- 在一些操作系统（如Linux）交换文件通常自己就是一个分区。在这种情况下，双重启动配置的系统就可以让几个操作系统使用同一个交换分区以节省磁盘空间。
- 避免过大的日志或者其他文件占满导致整个计算机故障，将它们放在独立的分区，这样可能只有那一个分区出现空间耗尽。
- 两个操作系统经常不能存在同一个分区上或者使用不同的“本地”磁盘格式。为了不同的操作系统，将磁盘分成不同的逻辑磁盘。
- 许多文件系统使用固定大小的簇将文件写到磁盘上，这些簇的大小与所在分区文件系统大小直接成比例。如果一个文件大小不是簇大小的整数倍，文件簇组中的最后一个将会有不能被其它文件使用的空闲空间。这样，使用簇的文件系统使得文件在磁盘上所占空间超出它们在内存中所占空间，并且越大的分区意味着越大的簇大小和越大的浪费空间。所以，使用几个较小的分区而不是大分区可以节省空间。
- 每个分区可以根据不同的需求定制。例如，如果一个分区很少往里写数据，就可以将它加载为只读。如果想要许多小文件，就需要使用有许多节点的文件系统分区。
- 在运行Unix的多用户系统上，有可能需要防止用户的硬连结攻击。为了达到这个目的，/home和/tmp路径必须与如/var和/etc下的系统文件分开。

## 分区机制

### 微软视窗
微软视窗的标准分区机制是创建一个分区C:，Windows操作系统安裝在这个分区上，應用軟件也預設安裝在這個分區上。

### UNIX 系统

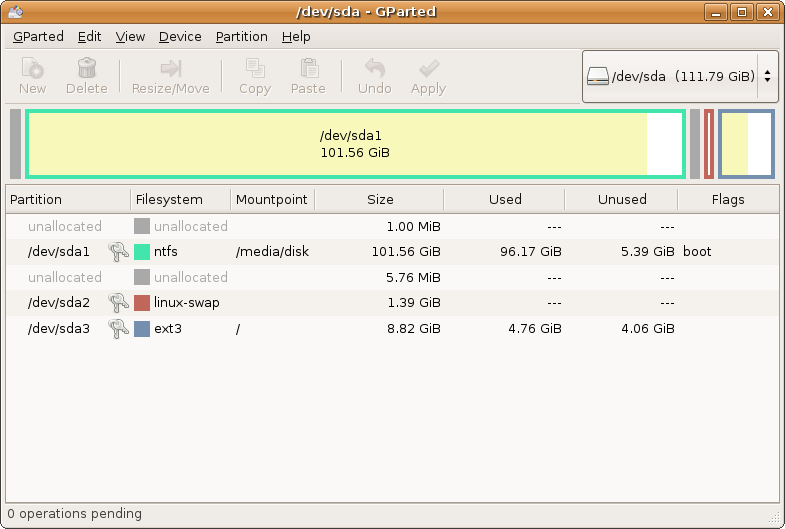
GParted

对于基于UNIX的作業系統或者Linux操作系统来说，分区系统创建了 /、/boot、/home、/var、/opt和交换分区。这就保证了如果其中一个文件系统损坏，其它的数据（其它的文件系统）不受影响，这样就减少了数据丢失。这样做的一个缺点是将整个驱动器划分成固定大小的小分区，例如，一个用户可能会填满 /home 分区并且用完可用硬盘空间，即使其它分区上还有充足的空闲空间。典型的桌面系统使用另外一种约定；“/”（根目录）分区包含整个文件系统。 /home 分区独立分区是一个有用的操作，因为这样允许在不破坏/home分区数据的情况下干净地重新安装（或者安装另外一个Linux发行版）。

## 分割工具列表
|                                                                  | 運行環境                       | 證書類型             |
| ---------------------------------------------------------------- | ------------------------------ | -------------------- |
| TeraByte Unlimited's BootIt NG                                   | (self-booting)                 | 共享軟件             |
| cfdisk                                                           | Linux                          |                      |
| Acronis' DiskDirectorSuite                                       |                                |                      |
| Microsoft's DiskPart                                             |                                |                      |
| DIY DataRecovery's DiskPatch                                     |                                |                      |
| Western Digital's Data Lifeguard Tools for Western Digital disks | Windows, DOS                   | 免費軟件             |
| Apple's Disk Utility                                             | Mac OS X                       | (內置於Mac OS X)     |
| Seagate's Discwizard for Seagate Disks                           |                                |                      |
| Mandriva's DiskDrake                                             | Linux                          | 開源                 |
| fdisk                                                            | Unix-like, DOS, OS/2           | (內置於多個操作系統) |
| FIPS                                                             |                                |                      |
| GNU Parted                                                       | Linux, GNU Hurd, FreeBSD, BeOS | 開源                 |
| GParted                                                          | (self-booting)                 | 開源                 |
| Coriolis Systems' iPartition                                     |                                |                      |
| Maxtor's Maxblast for Maxtor Disks                               |                                |                      |
| Logical Disk Manager                                             | Windows                        | (內置於Windows)      |
| VCOM's Partition Commander                                       |                                |                      |
| Partition Logic                                                  | DOS, Windows                   | 免費軟件             |
| Paragon Software's Paragon Partition Manager                     |                                |                      |
| Ranish Partition Manager                                         |                                |                      |
| Symantec's Norton PartitionMagic                                 | DOS, Windows, OS/2             | Shrinkwrap           |
| QtParted                                                         | Linux                          | 開源                 |
| TestDisk                                                         | (跨平臺)                       | 開源                 |

## 外部連結
- partitioning primer
- QTParted, a partition manager （页面存档备份，存于）.
- GParted, a partition manager （页面存档备份，存于）
- Simple partition instructions （页面存档备份，存于）
- GNU Parted, a command line partition manager （页面存档备份，存于）
- http://tldp.org/HOWTO/Partition/index.html （页面存档备份，存于）
- Andries Brouwer's partition types list （页面存档备份，存于）
- WD HDD Firmware Repair Tool DFL-WDII
- Minimal Partition Table Specification （页面存档备份，存于）
- Linux Partition HOWTO
- EFI specifications at Intel （页面存档备份，存于）
- Microsoft discussion of GPT support on x64 and x86 platforms （页面存档备份，存于）
- ATA Hard Drive Addressing and Capacity Limits